# Die Magyarenfürstin
Die Magyarenfürstin ist ein deutsches Stummfilmmelodram aus dem Zirkusmilieu von 1923 mit Margarete Schlegel in der Titelrolle.

## Handlung
Einst hatte der Direktor eines kleinen Wanderzirkus ein Mädchen aus einem Fürstenschloss, wo er auftrat, entführt. Der Mann hatte zuvor den kleinen Prinzen Axel herzergreifend auf der Geige spielen gehört und geglaubt, die Virtuosin wäre dessen Cousine Mary. Aus Mary wurde mit den Jahren Walda, die zum neuen Star des Zirkus aufgebaut werden sollte. Da sie sich jedoch nicht als Musikgenie entpuppte, machte man aus Walda eine Hochseilartistin, die für volle Zelte sorgen sollte. Das Leben unter den Fahrensleuten ist sehr hart für Walda, denn es herrscht ein rauer Umgangston. Vor allem der ebenso liebestrunkene wie eifersüchtige John, der ihr ständig nachstellt, macht Walda das Leben zur Hölle. Eines Tages lernt die junge Frau an Bord eines Schiffes einen jungen Mann kennen, der ihr eigentlich vertraut sein dürfte: Es ist Prinz Axel, wie sie inzwischen erwachsen geworden. Beide jungen Leute verlieben sich ineinander.
Walda entschließt sich, von den ihr vertrauten Menschen im Zirkus fortzulaufen und siedelt sich in einer großen Stadt an. Dort begegnet sie Axel wieder, der ihrer Zirkuspantomime „Die Magyarenfürstin“ mit einem gefährlichen Drahtseilakt beiwohnt. Bei der Premiere ist auch der lange John anwesend, der es nicht ertragen kann, Walda verloren zu haben. Er versucht einen Skandal zu provozieren, und als dies nicht gelingt, schießt er auf seinen Nebenbuhler Axel, den er verwundet. Da es keine Zeugen für diese Bluttat gibt, gerät alsbald Walda in den Verdacht, den Anschlag verübt zu haben, und sie wird verhaftet. Erst als John schwer erkrankt, beichtet er gegenüber dem alten Fürsten Waldas / Marys Herkunft. Zeitgleich muss die aus dem Gefängnis entlassene Walda erkennen, dass sich Axel offensichtlich von ihr abgewendet hat und eine standesgemäßere Frau zu heiraten beabsichtigt. Mary will daraufhin ihrem Leben ein Ende bereiten. Erst durch das Eingreifen des alten Fürsten, der nun die gesamten Zusammenhänge der Kidnappingtragödie kennt und diese Mary erklärt, kann er sie vor dem Verzweiflungsschritt bewahren. Mary und Axel finden wieder zusammen.

## Produktionsnotizen
Die Magyarenfürstin entstand wohl kurz nach dem Jahreswechsel 1922/23, passierte am 22. März 1923 die Zensur und erhielt Jugendverbot. Die Premiere war wenig später. Der Sechsakter besaß eine Länge von 2250 Meter.
Die Filmbauten gestaltete Carl Ludwig Kirmse.

## Kritik
Im Kino-Journal hieß es kurz und knapp: “Schöne Zirkusbilder und Szenen aus dem Gesellschaftsleben geben dem gut gespielten Film ein besonderes Relief.”
Der Tag befand: „In diesem Film sieht man Rekordleistungen und atemraubende Szenen. Die Darstellung ist erstklassig, die Hauptrolle wird von der reizvollen Filmdiva Margarete Schlegel sehr temperamentvoll gespielt“.